# Erick Delgado
Erick Delgado (Lima, 30 giugno 1982) è un ex calciatore peruviano, di ruolo portiere.

## Carriera

### Club
Ha giocato nella prima divisione peruviana.

### Nazionale
Ha partecipato alla Copa América 2004.

## Palmarès

### Club

#### Competizioni nazionali
- Campionato peruviano: 2

Sporting Cristal: 2002, 2005